# Брик, Михаил Иванович
Брик Михаил Иванович (1 ноября 1922, Девятники — 11 августа 1980, Мюнхен) — украинский писатель, учёный, педагог, доктор философии.

## Биография
Родился 1 ноября 1922 года. Ещё в школе в 11 лет написал стихотворение о Днестре и об отступлении Украинской Галицкой армии.
В начале Второй мировой войны записался в группу добровольцев, которая была организована в Девятниках для сопротивления польской полиции. В ноябре 1939 по приказу ОУН перешёл границу и оказался в Германии. В 1942 году был там арестован и некоторое время находился в тюрьме.
После войны попал в лагерь для перемещённых лиц в Аугсбурге, где находился до 1947 года.
В 1947 перебрался в Голландию в город Лоссер, где в 1949 году женился на голландке Гре Клавер. Окончил Амстердамский университет и Украинский свободный университет в Мюнхене. В 1973 году получил степень доктора философии.  С 1973 года был членом Научного общества имени Тараса Шевченко в Европе. Свыше 20 лет являлся бессменным председателем Объединения украинцев в Голландии.
Умер от инфаркта 11 августа 1980 вечером в столовой университета, читая лекции в УСУ (Мюнхен).

## Работы
Писал книги на исторические темы. Одной из них был сборник воспоминаний о Девятниках и соседних сёлах «Там наша молодость цвела», изданный в 1970 году. Его работы, в частности «Путь победы», публиковались в местных и украинских эмигрантских периодических изданиях на украинском, польском, голландском, и фризском языках. Является автором новеллы «Перстень», выпущенной в Аугсбурге в 1947 году, рассказе о Эразме Роттердамском, исследовании о влиянии реформации и гуманизма в Восточной Европе, а также истории украинцев в Нидерландах. Выпустил голландско-украинский словарь.